# I. e. 10. évezred
| Évezredek i.e. | 10. | 9. | 8. | 7. | 6. | 5. | 4. | 3. | 2. | 1. | Időszámítás kezdete | 1. | 2. | 3. | 4. | 5. | 6. | 7. | 8. | 9. | 10. | Évezredek i.sz. |

Az i. e. 10. évezred a mezolitikus vagy más néven az epipaleolitikus korszak kezdete, amely a földtörténeti jelenkor (holocén) kezdetével esik egybe. Ebben az időszakban kezdődött a hőmérséklet jelentős emelkedése, amellett az időjárás csapadékosabb lett, ami jobban kedvezett a gabonanövények fejlődésének és némely állatfaj szaporodásának.

## Események
- i. e. 10 000 körül – Magdaléni kultúra virágzik Franciaországban: festett barlangok barlangrajzokkal
- i. e. 10 000 körül – Dzsómon-korszak Japánban
- i. e. 10 000 körül – Iberomaurusi kultúra népei Északnyugat-Afrikában
- i. e. 10 000 - 9500 - Göbekli Tepe kultikus építményei a mai Törökország területén
- i. e. 9600 körül – a legutóbbi jégkorszak vége, határvonal a földtörténeti pleisztocén és holocén korszakok között és határvonal a régészeti paleolitikus és mezolitikus korszakok között
- i. e. 9000 előtt – első kőépítmények Jerikónál (Palesztina)

## Felfedezések
- i. e. 10 000 körül – kerámiakészítés Japánban (Dzsómon-kultúra)
- i. e. 10 000 körül – a kutya háziasítása